# كلوديا راسيل
كلوديا راسيل (بالإنجليزية: Claudia Russell)‏ هي مغنية وملحنة ومغنية مؤلفة أمريكية، ولدت في 1954.